# City of Unley
City of Unley är en kommun i Australien. Den ligger i delstaten South Australia, nära delstatshuvudstaden Adelaide. Antalet invånare är 38 695.
Följande samhällen finns i Unley:
- Fullarton
- Unley
- Millswood
- Wayville
- Unley Park
- Forestville
- Kings Park

I omgivningarna runt Unley växer huvudsakligen savannskog. Runt Unley är det ganska tätbefolkat, med 222 invånare per kvadratkilometer. Genomsnittlig årsnederbörd är 729 millimeter. Den regnigaste månaden är juni, med i genomsnitt 133 mm nederbörd, och den torraste är december, med 21 mm nederbörd.